# Florence Ekpo-Umoh
Florence Ekpo-Umoh (Lagos, 27 december 1977) is een Duitse sprintster van Nigeriaanse herkomst, die zich heeft gespecialiseerd in de 400 m, maar vooral successen heeft geboekt op de 4 x 400 m estafette. Ze werd eenmaal Europees kampioene in deze discipline. Ook nam ze tweemaal deel aan de Olympische Spelen, maar won hierbij geen medailles.

## Biografie
Haar laatste wedstrijd waarin Ekpo-Umoh voor Nigeria uitkwam, waren de wereldjeugdkampioenschappen van 1994. Ze kwam in 1995 naar Duitsland en trouwde met haar Duitse trainer in 1998. In 2000 kreeg ze de Duitse nationaliteit. Sinds 1998 komt ze uit voor USC Mainz.
In 1997, 1998 en 1999 werd ze driemaal achter elkaar Duitse jeugdkampioene. Ze nam ook als estafetteloopster deel aan de Olympische Spelen van 2000, maar het team werd voor de finale uitgeschakeld. Op de wereldkampioenschappen van 2001 in Edmonton verging het haar op de 4 x 400 m estafette beter en wist het Duitse team wel tot de finale door te dringen. Daar won ze samen met Grit Breuer, Shanta Ghosh en Claudia Marx een zilveren medaille in 3.21,97. Een jaar later won ze bij de Europese kampioenschappen in München een gouden medaille op ditzelfde onderdeel.
Tijdens een trainingsstage in Zuid-Afrika werd ze betrapt op het verboden middel stanozolol. Dit middel werd aangetroffen bij een dopingtest op 24 januari 2003. Ze bestreed het gebruik van de anabole steroïden en verklaarde voor een onafhankelijk commissie, dat de onderzochte urine niet de hare was. In de ogen van de commissie waren er bij zowel de controle als het onderzoek in Zuid-Afrika geen fouten gemaakt. Ekpo-Umoh verklaarde dat de onderzochte urine niet de hare was en vroeg om een DNA-test. Dit verzoek werd afgewezen. Ze kreeg een schorsing van twee jaar opgelegd en mocht weer sporten vanaf maart 2005.

## Titels
- Europees kampioene 4 x 400 m - 2002
- Afrikaans jeugdkampioene 400 m - 1995

## Persoonlijke records
Outdoor
| Onderdeel | Prestatie | Datum        | Plaats    |
| --------- | --------- | ------------ | --------- |
| 200 m     | 24,31     | 12 juni 2002 | Hamburg   |
| 300 m     | 37,02     | 30 juli 2001 | Calgary   |
| 400 m     | 51,13     | 30 juni 2001 | Stuttgart |

Indoor
| Onderdeel | Prestatie | Datum            | Plaats       |
| --------- | --------- | ---------------- | ------------ |
| 200 m     | 23,76     | 16 januari 1999  | Ludwigshafen |
| 300 m     | 37,98     | 22 januari 2000  | Sindelfingen |
| 400 m     | 52,37     | 13 februari 2000 | Sindelfingen |

## Palmares

### 400 m
- 1994:  Afrikaanse jeugdkamp. - 54,25 s
- 1995:  Afrikaanse jeugdkamp. - 54,48 s

### 4 x 400 m
- 2000: 4e in series OS - 3.27,02
- 2001:  WK indoor - 3.30,00
- 2001:  Europacup - 3.23,81
- 2001:  WK - 3.21,97
- 2002:  EK - 3.25,10
- 2002: 6e Wereldbeker
- 2008: 8e OS - 3.28,45